# Accord quadripartite sur Berlin
Pour les articles homonymes, voir Accord de Berlin.
Traité de Moscou 
 Traité de Varsovie Traité fondamental
L’accord quadripartite sur Berlin est un accord conclu entre l'URSS, les États-Unis, le Royaume-Uni et la France. Signé le 3 septembre 1971 pendant les années de détente au milieu de la guerre froide, il met un terme définitif aux désaccords existants entre les quatre anciens alliés de la Seconde Guerre mondiale relatifs au statut de Berlin, à l'origine de deux crises majeures, le blocus de Berlin par les soviétiques en 1948, puis la seconde crise de Berlin ouverte en 1958 avec la remise en cause de ce statut par Khrouchtchev, qui conduit à l'édification du Mur de Berlin en août 1961.

## Contexte historique
Cet accord est conclu à Berlin le 3 septembre 1971 entre les quatre puissances d'occupation de l'Allemagne, représentées par leurs ambassadeurs. Le 3 juin 1972, les quatre ministres des Affaires Étrangères, le britannique Alec Douglas-Home, le soviétique Andrei Gromyko, le français Maurice Schumann et l'américain William P. Rogers, signent l'accord qui entre alors en vigueur à l'occasion d'une cérémonie à Berlin.
Cet accord s'inscrit pendant la guerre froide dans la période de détente entre Américains et Soviétiques qui suit les crises de Berlin et de Cuba et qui s'accentue en Europe avec la politique d'ouverture à l'Est pratiquée par le chancelier social-démocrate Willy Brandt dès son arrivée au pouvoir en 1969, connue sous le nom d'Ostpolitik. La recherche d'accords entre l'Ouest et l'Est est aussi facilitée par le remplacement en mai 1971 de Ulbricht par Honecker à la tête de la RDA qui a besoin de réformes pour améliorer la situation économique et sociale. En quatre ans, de 1970 à 1973 plusieurs traités ou accords sont signés qui valent reconnaissance du partage de l'Allemagne en deux et des frontières issues de la Seconde Guerre mondiale :
- Traité de Moscou en août 1970, et le Traité de Varsovie en décembre 1970 qui entérinent le tracé des frontières et notamment la ligne Oder-Neisse qui délimite la frontière ouest de la Pologne avec l'Allemagne,
- Traité fondamental (Grundlagenvertrag, entré en vigueur en juin 1973), qui reconnaît deux états allemands distincts : la République fédérale d'Allemagne (RFA ou Allemagne de l'Ouest) et la République démocratique allemande (RDA ou Allemagne de l'Est) qui s'engagent à respecter leur souverainetés respectives.
- Des accords relatifs à la circulation des biens et des personnes entre l'Allemagne de l'Ouest, Berlin-Ouest et Berlin-Est conclus pendant le second semestre de 1971, et qui constituent les modalités pratiques d'application de l'accord quadripartite[3],[4].

La négociation de tous ces traités et accords qui forment un tout cohérent a été menée très largement concurremment, dans la mesure où la conclusion de chacun d'eux dépendait de l'obtention d'un accord sur les autres.

## Contenu

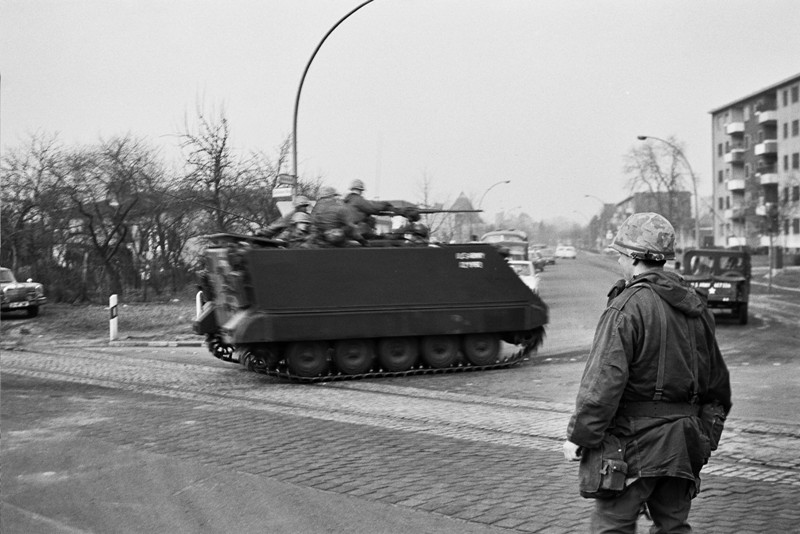
Un matin de 1969, les troupes de la brigade de Berlin de l'armée américaine traversent le quartier résidentiel de Zehlendorf, rappelant que Berlin était toujours légalement occupée par les vainqueurs de la Seconde Guerre mondiale.

Cet accord est le premier intervenu entre les alliés depuis la conférence de Potsdam en 1945. Il réaffirme les droits et responsabilités des quatre puissances à Berlin, et prive ainsi définitivement le gouvernement de la RDA d'exercer son autorité sur Berlin-Ouest, enclavée dans son territoire et vitrine brillante du développement de la RFA.
Le texte de l'accord, constitue un compromis pragmatique, qui permet à chacun des deux camps d'y trouver son compte. Pour les occidentaux, il entérine la libre circulation entre la RFA et Berlin-Ouest, mettant ainsi un point final à la question de la caducité ou non des accords de Potsdam et aux menaces de son intégration dans la RDA : « Le gouvernement de l'Union des républiques socialistes soviétiques déclare que la circulation en transit des personnes et marchandises civiles entre les secteurs occidentaux de Berlin et la République fédérale d'Allemagne, par la route, le rail et la voie d'eau à travers le territoire de la République démocratique allemande, ne sera pas entravée »
En contrepartie, le texte stipule que Berlin-Ouest ne peut non plus pas être intégré dans la RFA : « Les gouvernements de la République française, du Royaume-Uni et des États-Unis d'Amérique déclarent que les liens entre les secteurs occidentaux de Berlin et la République fédérale d'Allemagne seront maintenus et développés, compte tenu de ce que ces secteurs continuent de ne pas être un élément constitutif de la République fédérale d'Allemagne et de n'être pas gouvernés par elle. » 
Afin d'obtenir ces avancées, le statut politique de Berlin est volontairement laissé flou, ce qui permet de ne pas heurter les positions divergentes des deux parties.

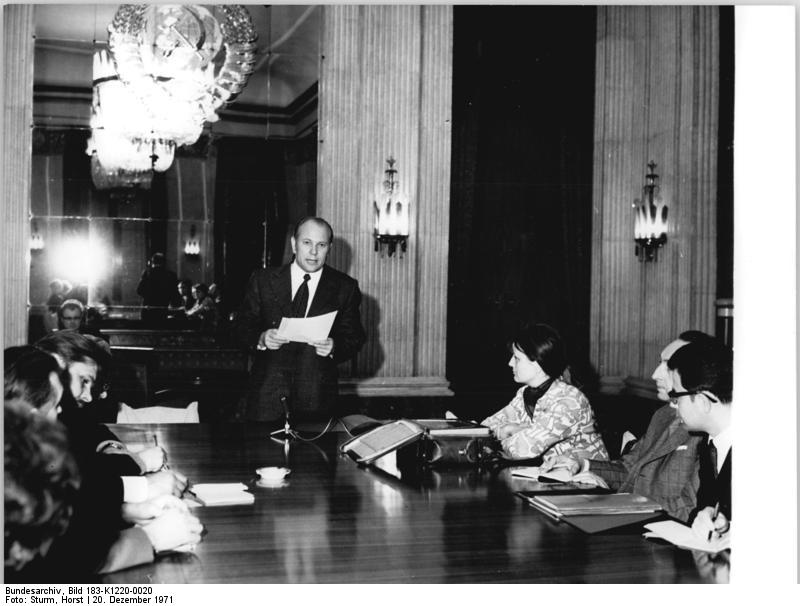
Conférence de presse de l'ambassadeur soviétique en RDA présentant l'accord de transit entre les deux Allemagnes, 20 décembre 1971.

## Réactions en Allemagne
L'accord quadripartite, suivi par un accord sur le transit et une convention entre le Sénat de Berlin-Ouest et la RDA, comporte des avantages significatifs pour l'Allemagne puisque les Soviétiques garantissent le libre transit vers Berlin-Ouest. Cependant, ils donnent lieu à de vives polémiques au Bundestag car les députés y voient une reconnaissance de la division de l'Allemagne ; en outre, les négociations directes entre le Sénat de Berlin-Ouest et la RDA donnent crédit à la thèse soviétique et est-allemande selon laquelle « Berlin-Ouest constituait une entité particulière », ce qui remet en cause ses liens avec la RFA. Cette interprétation est partagée, cette fois pour s'en réjouir, par le Parti communiste est-allemand (Parti socialiste unifié d'Allemagne) et son satellite berlinois, le Parti socialiste unifié de Berlin-Ouest (de).